# Roche Harbor (Washington)
Roche Harbor es un área no incorporada ubicada en el condado de San Juan en el estado estadounidense de Washington.

## Geografía
Roche Harbor se encuentra ubicado en las coordenadas 48°36′35″N 123°8′56″O / 48.60972, -123.14889.